# Jiwani

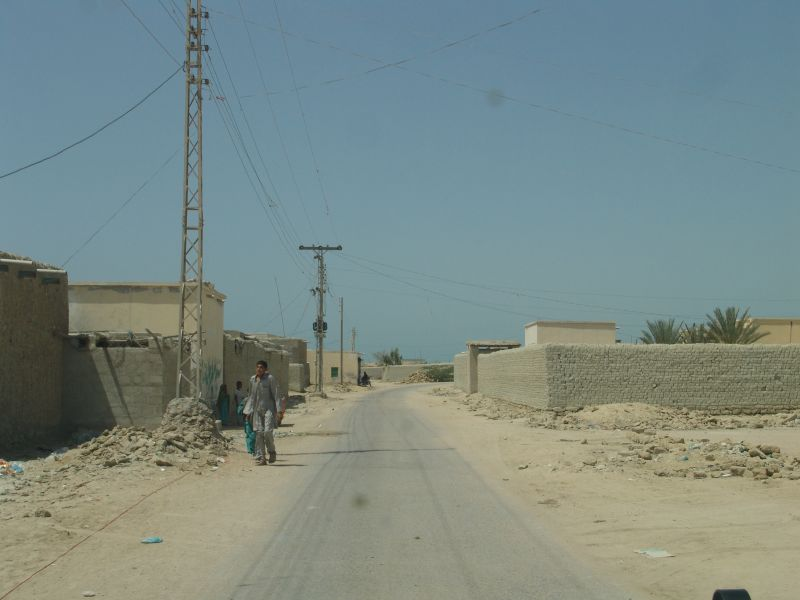
Jiwani

Jiwani (Urdu جيوانى) ist eine Stadt am Golf von Oman im Distrikt Gwadar der pakistanischen Provinz Belutschistan nahe der Grenze zu Iran. Bei der Volkszählung 2017 hatte sie 18.268 Einwohner. 99,9 % der Bevölkerung waren Muslime.